# کارن ال. گریگوریان
کارن لوونی گریگوریان (ارمنی: Կարեն Լևոնի Գրիգորյան؛ زادهٔ ۱۵ اوت ۱۹۶۸) دیپلمات اهل ارمنستان است که از تاریخ ۲۰ نوامبر ۲۰۱۸ تا ۲۰۲۱ به عنوان سفیر ارمنستان در مصر مشغول به خدمت بود. گریگوریان پیشتر از تاریخ ۲۶ ژوئن ۲۰۱۴ تا ۲۵ اکتبر ۲۰۱۸ به عنوان سفیر ارمنستان در عراق مشغول به خدمت بود.

## زندگی‌نامه
در ۱۵ اوت ۱۹۶۸ در ایروان به دنیا آمد و از دانشگاه دولتی ایروان فارغ‌التحصیل شد. وی همچنین برنده مدال مخیتار گش (۲۰۱۳) شده است.
وی دارای مدرک کارشناسی ارشد در رشته مطالعات عربی است. او در کنار ارمنی بومی خود، به زبان‌های روسی، انگلیسی و عربی صحبت می‌کند. گریگوریان با خانم آنا گریگوریان ازدواج کرده است و یک پسر و یک دختر دارد.

## خدمات دیپلماتیک
سفیر گریگوریان فعالیت دیپلماتیک خود را در سال ۱۹۹۴ آغاز کرد. مأموریت‌های وی در خارج از کشور شامل دو سال به عنوان سومین دبیر سرکنسولگری ارمنستان در حلب (۱۹۹۵–۱۹۹۷) و پس از آن یک دوره به عنوان دبیر دوم سفارت ارمنستان در بیروت (۱۹۹۹–۲۰۰۱) و دبیر دوم سفارت ارمنستان در دمشق (۲۰۲۰–۴) بود. وی همچنین به عنوان رایزن، معاون نمایندگی در سفارت ارمنستان در دمشق (۲۰۰۶–۲۰۰۹) خدمت کرده است.